# Alemannia Aachen II
El Alemannia Aachen II (antiguamente Alemania Aquisgrán II; en alemán y oficialmente: Aachener Turn- und Sportverein Alemannia 1900 e.V. II) es un equipo de fútbol de Alemania que juega en la Oberliga Mittelheln, la quinta liga de fútbol más importante del país.

## Historia
Fue fundado en la ciudad de Aquisgrán y funciona como un equipo filial del Alemannia Aachen, por lo que no puede jugar en la 1. Bundesliga, aunque sí puede jugar en la Copa de Alemania.